# Tuxertal
Le Tuxertal est une vallée alpine située dans le land du Tyrol en Autriche. C'est une vallée latérale du Zillertal, parcourue par le Tuxbach.

## Source de la traduction
- (en) Cet article est partiellement ou en totalité issu de l’article de Wikipédia en anglais intitulé « Tuxertal » (voir la liste des auteurs).